# Afrička beznokta vidra
Afrička beznokta vidra, Aonyx capensis, druga je najveća slatkovodna vrsta vidre. Afričku se beznoktu vidru može pronaći u blizini trajnih vodenih površina savana i nizinskih šumskih područja. Karakteriziraju je djelomične plivaće kožice na prstima bez noktiju, odakle potiče i njeno ime.
Član je porodice kuna (Mustelidae) unutar reda zvijeri (Carnivora). Najranije poznata vrsta vidre, Potamotherium valetoni, potječe iz gornjeg oligocena u Europi, dok se Aonyx capensis prvi put pojavljuje u pleistocenu.

## Podvrste
Pet je priznatih podvrstaAonyx capensis:
- A. c. capensis (Schinz, 1821)
- A. c. hindei (Thomas, 1905)
- A. c. meneleki (Thomas, 1903)
- A. c. microdon (Pohle, 1920)
- A. c. philippsi (Hinton, 1921)

Donedavno je i kongoanska beznokta vidra (Aonyx congicus) bila na popisu podvrsta, ali je nedavno prekvalificirana u zasebnu vrstu .

## Rasprostranjenost
Afričke se beznokte vidre može pronaći bilo gdje, od otvorenih obalnih ravnica, djelomično sušnih područja, do gusto pošumljenih područja. Preživljavajući većim dijelom u južnoj Africi, vidre obitavaju u područjima okruženim trajnim vodenim površinama, obično okruženim nekom vrstom raslinja. Balvani, granje i lišće dopadaju se vidrama jer pružaju skrovište i sjenu. Spore i prilično nespretne na tlu, iskopavaju jazbine na obalama u blizini vode, omogućavajući si lakši pristup hrani i brži bijeg od grabežljivaca.

## Obilježja
Afrička beznokta vidra ima gusto, glatko krzno s gotovo svilenim trbuhom. Boje lješnjaka, krzno je karakterizirano bijelim oznakama na licu koje se pružaju niz područje vrata i prsa. Šape imaju djelomične plivaće kožice s pet prstiju, bez suprotnih palaca. Svim šapama nedostaju kandže izuzev drugog, trećeg i četvrtog prsta na stražnjim šapama. Njena velika lubanja široka je i plosnata, s razmjerno malim očnim šupljinama i kratkom njuškom. Kutnjaci su veliki i plosnati, te ih koristi za mljevenje plijena.
Brza u vodi te sposobna kopati na kopnu, A. Capensis nema mnogo prirodnih grabežljivaca. Najveću prijetnju predstavlja joj piton, koji obično vreba unutar ili u blizini vodene površine. Druge grabežljivce predstavljaju krokodili i afrički štekavac. U opasnosti, ispušta snažan vrisak koji upozorava ostale vidre u blizini te zbunjuje grabežljivca. Još veća prijetnja za afričku beznoktu vidru dolazi od čovjeka. Često poharaju ljudske ribarske ulove zbog čega postaju meta ribolovaca. Također ih love zbog njhovog mekanog krzna, čime su postale ugrožena vrsta.
Afričke beznokte vidre koriste se vodenim okružjem kako bi se rashladile. Tijekom dana, obično se nalaze ispod tla u njihovim brlozima kako bi izbjegle najviše temperature. S druge strane, kako bi se utoplile, uvelike ovise na svom gustom krznu. Zaštitna dlaka prekriva tijelo i služi im kao izolator. Kako vidrama nedostaje izolirajući sloj masnog tkiva, njihov jedini izvor topline pruža im njihov gusti sloj krzna.

## Ponašanje
Iako većinom samotne životinje, afričke beznokte vidre žive u susjednim teritorijima koje sačinjavaju obiteljske skupine do pet jedinki. Svaka od jedinki ima manji vlastiti životni prostor unutar tog teritorija i u pravilu izbjegavaju društvo izuzev u vrijeme parenja. Teritorije obilježavaju parom analnih žlijezdi koje izlučuju poseban miris. Svaka je vidra veoma teritorijalna prema vlastitom životnom prostoru.
Nespretne na tlu, ali veoma okretne u vodi, ove životinje provode dane plivajući i hvatajući plijen. Vraćaju se u podzemne jazbine radi sigurnosti ili hlađenja. Većinom su vodene životinje, te rep koriste pri kretanju i ubrzavanju u vodi. Također ga koriste kao sredstvo održavanja ravnoteže dok hodaju ili sjede.

## Prehrana
Prehrana afričkih beznoktih vidri prvenstveno uključuje vodene životinje popu rakova, riba, žaba i crva. Rone kako bi uhvatile plijen, a zatim plivaju do obale kako bi ga mogle pojesti. Njihove su im prednje šape korisne pri pretrazi i iskopavanju mulja na dnu jezera i rijeka, podizanju kamenja i micanju manjih grana. Izuzetno osjetljivi brkovi koriste im kao senzori u vodi koji opažaju kretnje potencijalnog plijena unutar vode.

## Razmnožavanje
Ženke kote 2-5 mladunaca tijekom ranog proljeća. Parenje zauzima mjesto u kratkim periodima kroz kišne sezone prosinca. Nakon toga, mužjak i ženke odlaze svojim putem i ponovo se vraćaju samotnom životu. Ženke podižu mladunčad. Gestacija traje otprilike 2 mjeseca (63 dana). Odbijanje mladih od majke događa se između 45. i 60. dana, a mladunčad dostiže zrelost nakon navršene prve godine.

## Drugi projekti
|  | Zajednički poslužitelj ima još gradiva o temi Aonyx |
|  | Wikivrste imaju podatke o taksonu Aonyx             |